# Democratic National Committee
Democratic National Committee (DNC) är det styrande organet i Demokratiska partiet i USA. DNC är partiets federala nivå, som koordinerar valkampanjer och dessas finansiering och anordnar partikonvent vart fjärde år; därutöver utvecklar och gör kommittén nationsövergripande politiska ställningstaganden för partiet som helhet. Motsvarande organ i Republikanska partiet heter Republican National Committee.
Demokraternas partikonvent inför presidentvalet 1848 beslutade om grundandet av DNC.
Tom Perez är ordförande för DNC sedan 2017.

## Ordförande
| Ordförande                                                             | Ämbetsperiod | Delstat        |
| ---------------------------------------------------------------------- | ------------ | -------------- |
| Benjamin F. Hallett                                                    | (1848–1852)  | Massachusetts  |
| Robert Milligan McLane                                                 | (1852–1856)  | Maryland       |
| David Allen Smalley                                                    | (1856–1860)  | Vermont        |
| August Belmont                                                         | (1860–1872)  | New York       |
| Augustus Schell                                                        | (1872–1876)  | New York       |
| Abram Hewitt                                                           | (1876–1877)  | New York       |
| William Henry Barnum                                                   | (1877–1889)  | Connecticut    |
| Calvin S. Brice                                                        | (1889–1892)  | Ohio           |
| William F. Harrity                                                     | (1892–1896)  | Pennsylvania   |
| James Kimbrough Jones                                                  | (1896–1904)  | Arkansas       |
| Thomas Taggart                                                         | (1904–1908)  | Indiana        |
| Norman E. Mack                                                         | (1908–1912)  | New York       |
| William F. McCombs                                                     | (1912–1916)  | New York       |
| Vance C. McCormick                                                     | (1916–1919)  | Pennsylvania   |
| Homer S. Cummings                                                      | (1919–1920)  | Connecticut    |
| George White                                                           | (1920–1921)  | Ohio           |
| Cordell Hull                                                           | (1921–1924)  | Tennessee      |
| Clem L. Shaver                                                         | (1924–1928)  | West Virginia  |
| John J. Raskob                                                         | (1928–1932)  | New York       |
| James Farley                                                           | (1932–1940)  | New York       |
| Edward J. Flynn                                                        | (1940–1943)  | New York       |
| Frank C. Walker                                                        | (1943–1944)  | Pennsylvania   |
| Robert E. Hannegan                                                     | (1944–1947)  | Missouri       |
| J. Howard McGrath                                                      | (1947–1949)  | Rhode Island   |
| William M. Boyle                                                       | (1949–1951)  | Missouri       |
| Frank E. McKinney                                                      | (1951–1952)  | Indiana        |
| Stephen Mitchell                                                       | (1952–1955)  | Illinois       |
| Paul M. Butler                                                         | (1955–1960)  | Indiana        |
| Henry M. Jackson                                                       | (1960–1961)  | Washington     |
| John Moran Bailey                                                      | (1961–1968)  | Connecticut    |
| Lawrence F. O'Brien                                                    | (1968–1969)  | Massachusetts  |
| Fred R. Harris                                                         | (1969–1970)  | Oklahoma       |
| Lawrence F. O'Brien                                                    | (1970–1972)  | Massachusetts  |
| Jean Westwood                                                          | (1972)       | Utah           |
| Robert Schwarz Strauss                                                 | (1972–1977)  | Texas          |
| Kenneth M. Curtis                                                      | (1977–1978)  | Maine          |
| John C. White                                                          | (1978–1981)  | Texas          |
| Charles Taylor Manatt                                                  | (1981–1985)  | Kalifornien    |
| Paul Kirk                                                              | (1985–1989)  | Massachusetts  |
| Ron Brown                                                              | (1989–1993)  | New York       |
| David Wilhelm                                                          | (1993–1994)  | Ohio           |
| Debra DeLee                                                            | (1994–1995)  | Massachusetts  |
| Christopher Dodd1                                                      | (1995–1997)  | Connecticut    |
| Donald Fowler                                                          | (1995–1997)  | South Carolina |
| Roy Romer1                                                             | (1997–1999)  | Colorado       |
| Steven Grossman                                                        | (1997–1999)  | Massachusetts  |
| Edward G. Rendell1                                                     | (1999–2001)  | Pennsylvania   |
| Joseph Andrew                                                          | (1999–2001)  | Indiana        |
| Terrence R. McAuliffe                                                  | (2001–2005)  | Virginia       |
| Howard Dean                                                            | (2005–2009)  | Vermont        |
| Tim Kaine                                                              | (2009–2011)  | Virginia       |
| Debbie Wasserman Schultz                                               | (2011–2016)  | Florida        |
| Tom Perez                                                              | (2017–)      | Maryland       |
| 1 General Chairperson Lista från http://rulers.org/usgovt.html#parties |              |                |